# Премия Ника Холоньяка
Премия Ника Холоньяка (англ. Nick Holonyak, Jr. Award) —  награда Оптического общества (OSA). Вручается за выдающиеся достижения в области оптики с использованием полупроводниковых устройств и материалов. Названа в честь учёного Ника Холоньяка. Учреждена в 1997 году. Награждение проводится с 1998 года. Медалью награждены два лауреата Нобелевской премии.

## Лауреаты
| Год  | Лауреат                                          | Обоснование награды |
| ---- | ------------------------------------------------ | --- |
| 1998 | M. George Craford                                | «За его фундаментальный вклад и руководство в области исследований и разработки материалов и устройств светодиодов (LED) видимого диапазона, включая первый жёлтый LED и высокоэффективные красные, оранжевые и жёлтые InAlGaP LED, которые превзошли по характеристикам лампу накаливания».Оригинальный текст (англ.)«For his pioneering contributions and leadership in the research and development of visible-wavelength light-emitting-diode (LED) materials and devices, including the first yellow LED and high-brightness, red-orange-yellow InAlGaP LEDs that exceed in performance the incandescent lamp»                                                                               |
| 1999 | Дэнис Депп (англ. Dennis G. Deppe)               | «За разработку лазера с вертикальным резонатором и поверхностным излучением с оксидным ограничением».Оригинальный текст (англ.)«For the development of the oxide-confined vertical cavity surface-emitting laser» |
| 2000 | Жорес Иванович Алфёров                           | «За оригинальные исследования инжекционных лазеров на основе гетероструктур и непрерывных полупроводниковых лазеров при комнатной температуре».Оригинальный текст (англ.)«For his original investigations of heterostructure injection lasers and cw room temperature semiconductor lasers» |
| 2001 | Сюдзи Накамура                                   | «За оригинальную демонстрацию и коммерциализацию полупроводниковых лазеров и светодиодов на основе GaN».Оригинальный текст (англ.)«For original demonstration and commercialization of GaN-based semiconductor lasers and LEDs» |
| 2002 | Pallab K. Bhattacharya                           | «За фундаментальные вклады в разработку и понимание лазеров на основе квантовых точек и других фотонных устройств с квантовым ограничением».Оригинальный текст (англ.)«For fundamental contributions to the development and understanding of quantum-dot lasers and other quantum-confined photonic devices» |
| 2003 | Джо Чарльз Кемпбелл (англ. Joe Charles Campbell) | «За вклад в разработку быстродействующих, малошумных, лавинных фотодиодов».Оригинальный текст (англ.)«For contributions to the development of high-speed, low-noise avalanche photodiodes» |
| 2004 | Пётр Георгиевич Елисеев                          | «За оригинальные и пионерские вклады в физику и технологию полупроводниковых лазеров, начиная с гомо-структур, затем переходя к гетероструктурам InGaAsP/InP, InGaAsSb/GaSb и включая квантовые точки с ультравысоким порогом».Оригинальный текст (англ.)«For original and pioneering contributions to the physics and technology of semiconductor lasers, beginning with homojunctions, progressing to heterostructures of InGaAsP/InP, InGaAsSb/GaSb and including ultra-low-threshold quantum-dot structures» |
| 2005 | P. Daniel Dapkus}})                              | «За основополагающие вклады в развитие металлоорганического химического осаждения из паровой фазы и его применение к лазерным устройствам на основе квантовых ям».Оригинальный текст (англ.)«For seminal contributions to the development of metalorganic chemical vapor deposition and its application to quantum well laser devices» |
| 2006 | James J. Coleman                                 | «За карьеру, наполненную вкладом в лазеры на основе квантовых ям и напряжённых слоёв полупроводников через инновационные методы эпитаксиального роста и новые конструкции устройств».Оригинальный текст (англ.)«For a career of contributions to quantum well and strained-layer semiconductor lasers through innovative epitaxial growth methods and novel device designs» |
| 2007 | Constance J. Chang-Hasnain                       | «За вклад в управление диодными лазерами: массивы лазеров с вертикальным резонатором и поверхностным излучением, инжекционную синхронизацию и медленное световое излучение».Оригинальный текст (англ.)«For contributions to the control of diode lasers: vertical cavity surface emitting laser arrays, injection locking and slow light» |
| 2008 | Kam Yin Lau}})                                   | «За основополагающий вклад в высокоскоростную прямую модуляцию полупроводниковых лазеров через усиленное дифференциальное оптическое усиление».Оригинальный текст (англ.)«For seminal contributions to high-speed direct modulation of semiconductor lasers through enhanced differential optical gain» |
| 2009 | John E. Bowers                                   | «За фундаментальные и технологические достижения в области активных гибридных кремниевых фотонных устройств, включая лазеры, модуляторы, усилители и кремниевые активные фотонные интегрированные схемы».Оригинальный текст (англ.)«For fundamental and technological advances in active hybrid silicon photonic devices including lasers, modulators, amplifiers and silicon based active photonic integrated circuits» |
| 2010 | Дан Ботз (англ. Dan Botez)                       | «За фундаментальный вклад в создание высокомощных полупроводниковых лазеров, включая активные фотонные кристаллические структуры для генерации мощного когерентного излучения; лазеры с дифракционной обратной связью и излучением с решеточной поверхностью с однообъемным лучом; а также высокомощные, высокоэффективные источники на основе технологии без алюминия».Оригинальный текст (англ.)«For fundamental contributions to high-power semiconductor lasers including active photonic-crystal structures for high coherent power generation; single-lobe grating-surface-emitting distributed-feedback lasers; and high-power, high-efficiency sources based on aluminum-free technology» |
| 2011 | Yasuhiko Arakawa                                 | «За основополагающий вклад в лазеры на основе квантовых точек и нанофотонные устройства».Оригинальный текст (англ.)«For seminal contributions to quantum dot lasers and nanophotonic devices» |
| 2012 | Кент Д. Шакут (англ. Kent D. Choquette)          | «За вклад в разработку лазеров с вертикальным резонатором и поверхностным излучением (VCSEL)».Оригинальный текст (англ.)«For contributions to the development of vertical cavity surface-emitting lasers» |
| 2013 | Alessandro Tredicucci                            | «За демонстрацию терагерцового квантового каскадного устройства, первого компактного инжекционного лазера в дальнем инфракрасном диапазоне».Оригинальный текст (англ.)«For demonstrating a terahertz quantum cascade device, the first compact injection laser in the far infrared» |
| 2014 | Чин Тан                                          | «За открытие эффективных органических светодиодов на тонких пленках (OLED), что привело к созданию новых продуктов для дисплеев и освещения».Оригинальный текст (англ.)«For the discovery of efficient thin-film organic light-emitting diodes (OLED), which has led to novel display and lighting products» |
| 2015 | Квин Ху (англ. Qing Hu)                          | «За фундаментальный вклад в создание высокоэффективных терагерцовых квантовых каскадных лазеров и их применение в изображении и сенсорах».Оригинальный текст (англ.)«For his pioneering contribution to high-performance THz quantum-cascade lasers and their applications in imaging and sensing» |
| 2016 | Chennupati Jagadish                              | «За фундаментальные и устойчивые вклады в оптоэлектронные устройства на основе квантовых ям, квантовых точек и нанопроводов, а также их интеграцию».Оригинальный текст (англ.)«For pioneering and sustained contributions to quantum-well, quantum-dot and nanowire optoelectronic devices and their integration» |
| 2017 | Ларри Колдрен (англ. Larry A. Coldren)           | «За значительный вклад в развитие фотонных интегрированных схем».Оригинальный текст (англ.)«For major contributions to photonic integrated circuits» |
| 2018 | Dieter Bimberg                                   | «За фундаментальные открытия в области роста и физики полупроводниковых наноструктур, приведшие к созданию новых нанофотонных устройств для информационных технологий и связи».Оригинальный текст (англ.)«For fundamental discoveries on growth and physics of semiconductor nanostructures leading to novel nanophotonic devices for information science and communications» |
| 2019 | Фумиё Куяма (англ. Fumio Koyama)                 | «За фундаментальный вклад в фотонику и интеграцию VCSEL (поверхностных излучающих лазеров с вертикальным резонатором)».Оригинальный текст (англ.)«For seminal contributions to VCSEL photonics and integration» |
| 2020 | Kei May Lau                                      | «За значительный вклад в гетероэпитаксию соединительных полупроводников на кремнии для будущих интегрированных лазеров и развитие области микроэкранов на основе светодиодов».Оригинальный текст (англ.)«For significant contributions to hetero-epitaxy of compound semiconductors on silicon for future integrated lasers and advancing the field of light-emitting diode microdisplays» |
| 2021 | Martin D. Dawson                                 | «За широкомасштабный вклад в развитие и применение полупроводниковых устройств III-V группы, включая микро-SV-светодиоды на основе нитрида галлия и оптически накачиваемые полупроводниковые лазеры».Оригинальный текст (англ.)«For wide-ranging contributions to the development and application of III-V semiconductor devices especially including gallium nitride micro-LEDs and optically-pumped semiconductor lasers» |
| 2022 | Маршал Натан (англ. Marshall I. Nathan)          | «За работу по созданию диодных лазеров на основе GaAs и инновационные вклады в области соединительных полупроводников и лазерной физики».Оригинальный текст (англ.)«For his pioneering work in creating GaAs diode lasers and inventive contributions to compound semiconductors and laser physics» |
| 2023 | Ишайаху Фэйнман (англ. Yeshaiahu Fainman)        | «За исследования вклад в наномасштабную науку и технику ультра-малых, субмикрометровых полупроводниковых источников света и нанолазеров для применения в системах обработки информации».Оригинальный текст (англ.)«For pioneering contributions to nanoscale science and engineering of ultra-small, sub-micrometer semiconductor light emitters and nanolasers for information processing systems applications» |
| 2024 | Теодор Мустакас (англ. Theodore D. Moustakas)    | «За вклад в исследования материалов на основе нитридных полупроводников и оптические устройства, которые стали основой для создания синих и ультрафиолетовых светодиодов».Оригинальный текст (англ.)«For pioneering contributions to nitride semiconductor materials and optical devices that helped build the foundation for blue and UV LEDs» |
| 2025 | Цзэтянь Ми (англ. Zetian Mi)                     | «За выдающийся вклад в разработку широкозонных наноструктур для испускания света и генерации энергии».Оригинальный текст (англ.)«For outstanding contributions to the engineering of wide energy gap nanostructures for light emission and energy generation applications» |